# Phlox gracilis
Phlox gracilis är en blågullsväxtart som först beskrevs av David Douglas och William Jackson Hooker, och fick sitt nu gällande namn av Edward Lee Greene. Phlox gracilis ingår i släktet floxar, och familjen blågullsväxter. Utöver nominatformen finns också underarten P. g. humilior.

## Bildgalleri

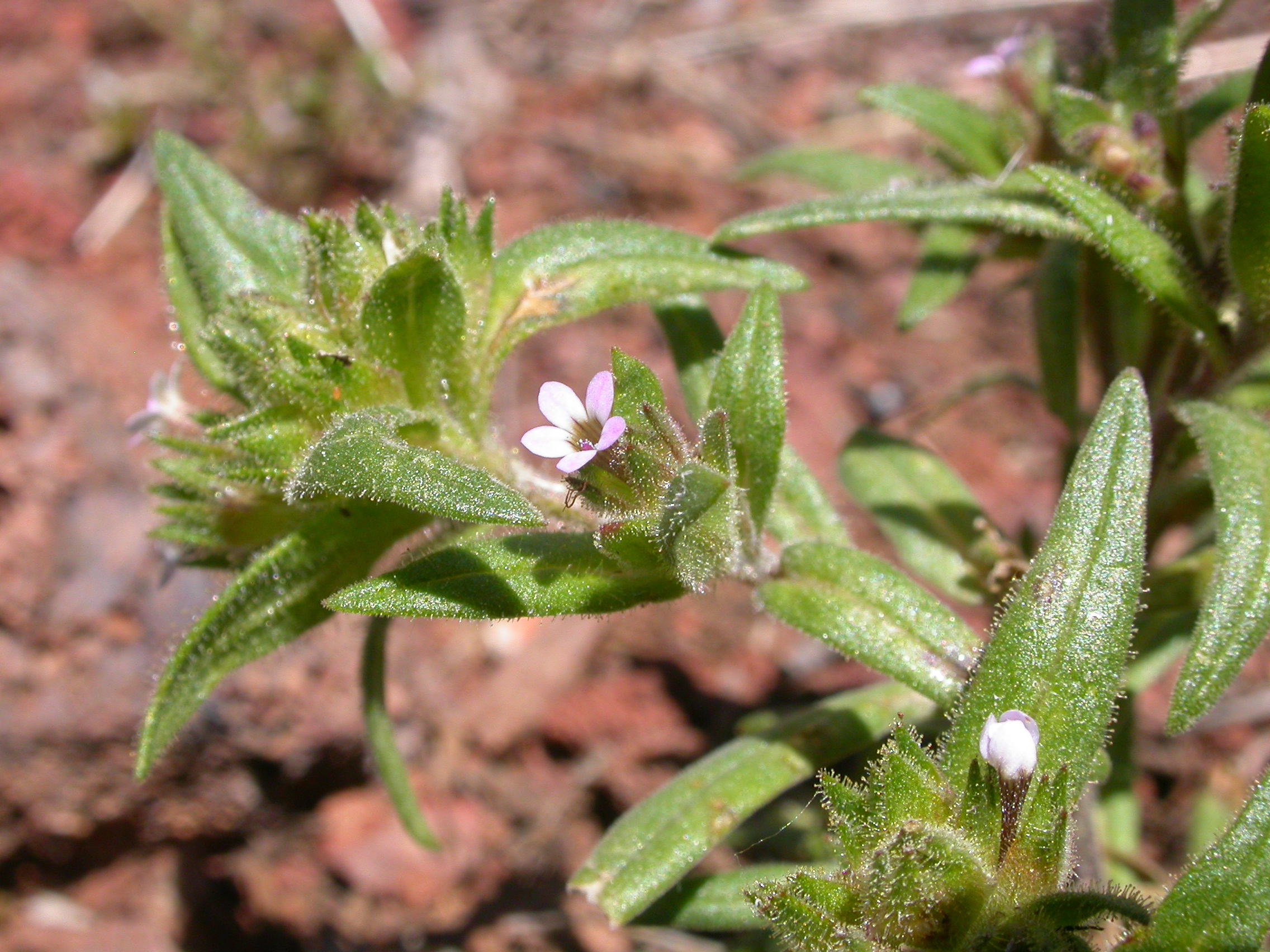
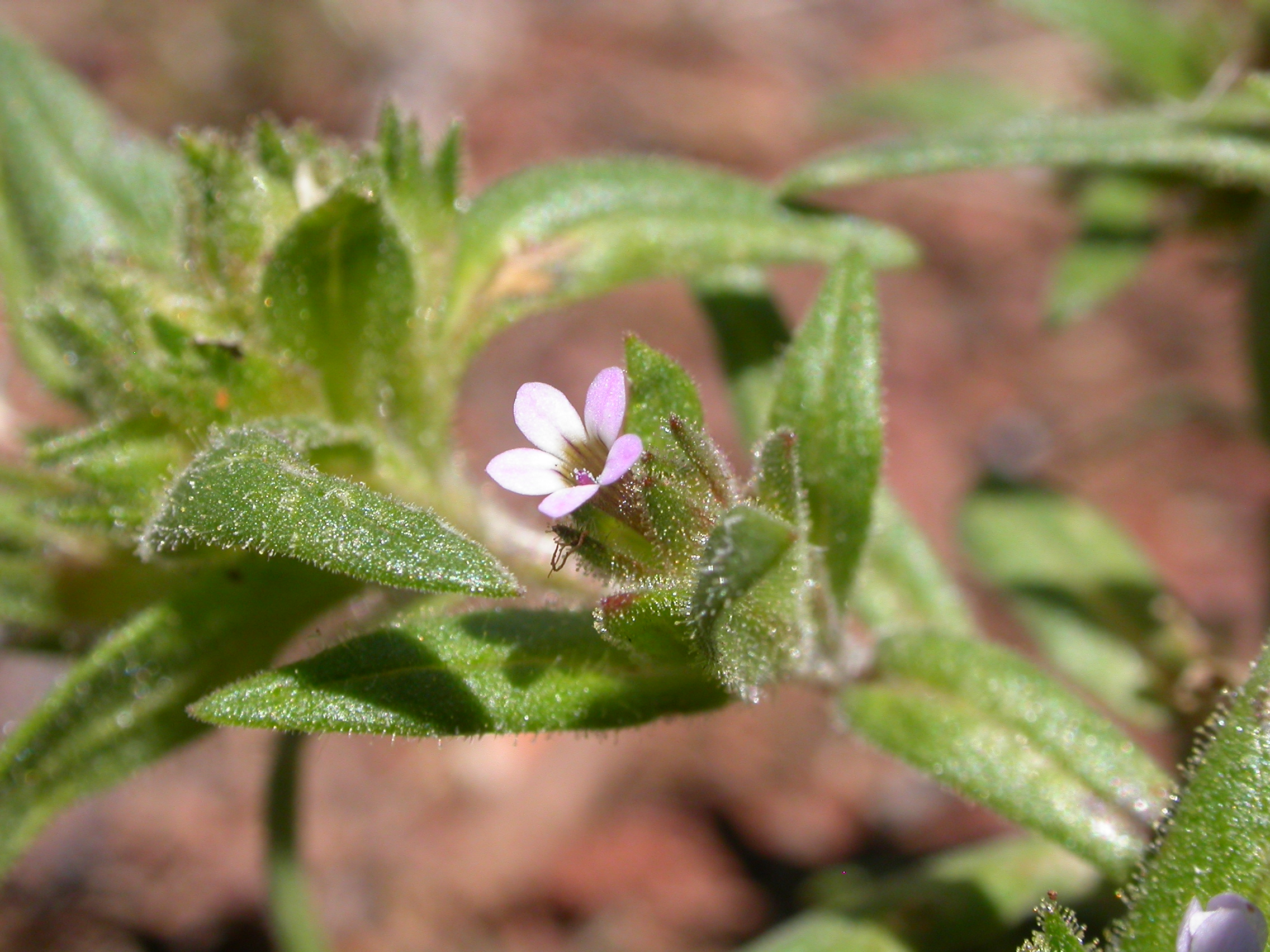
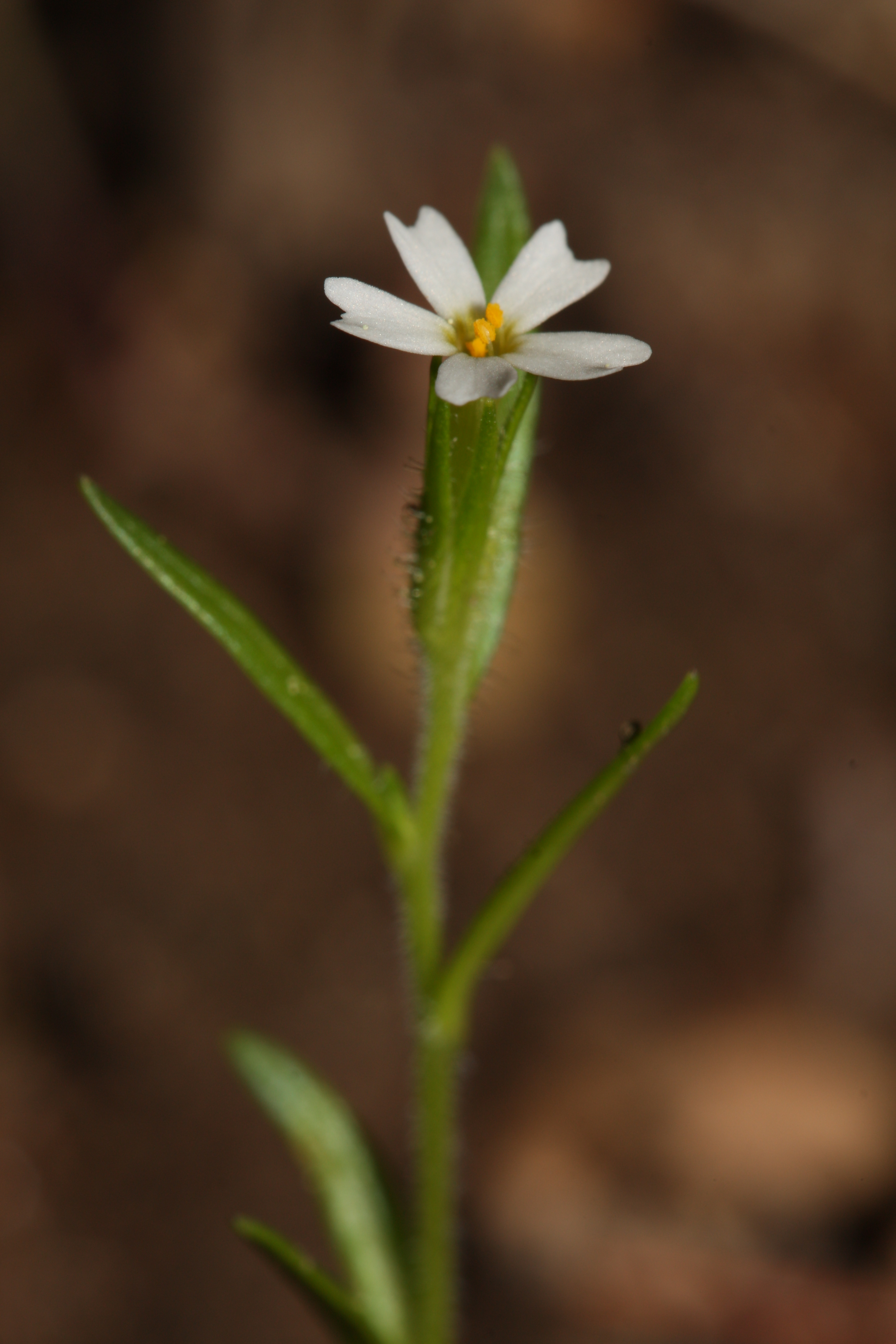
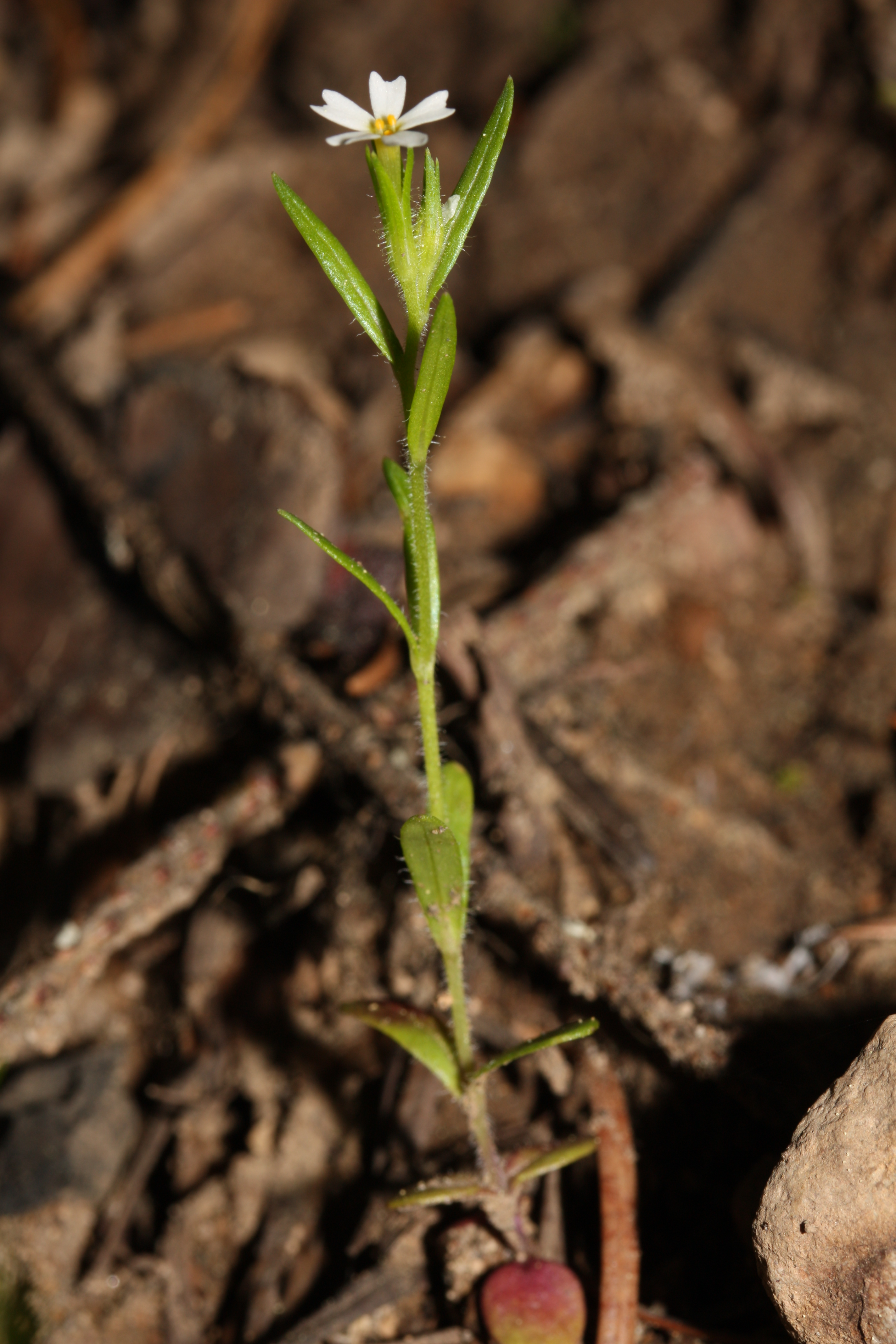
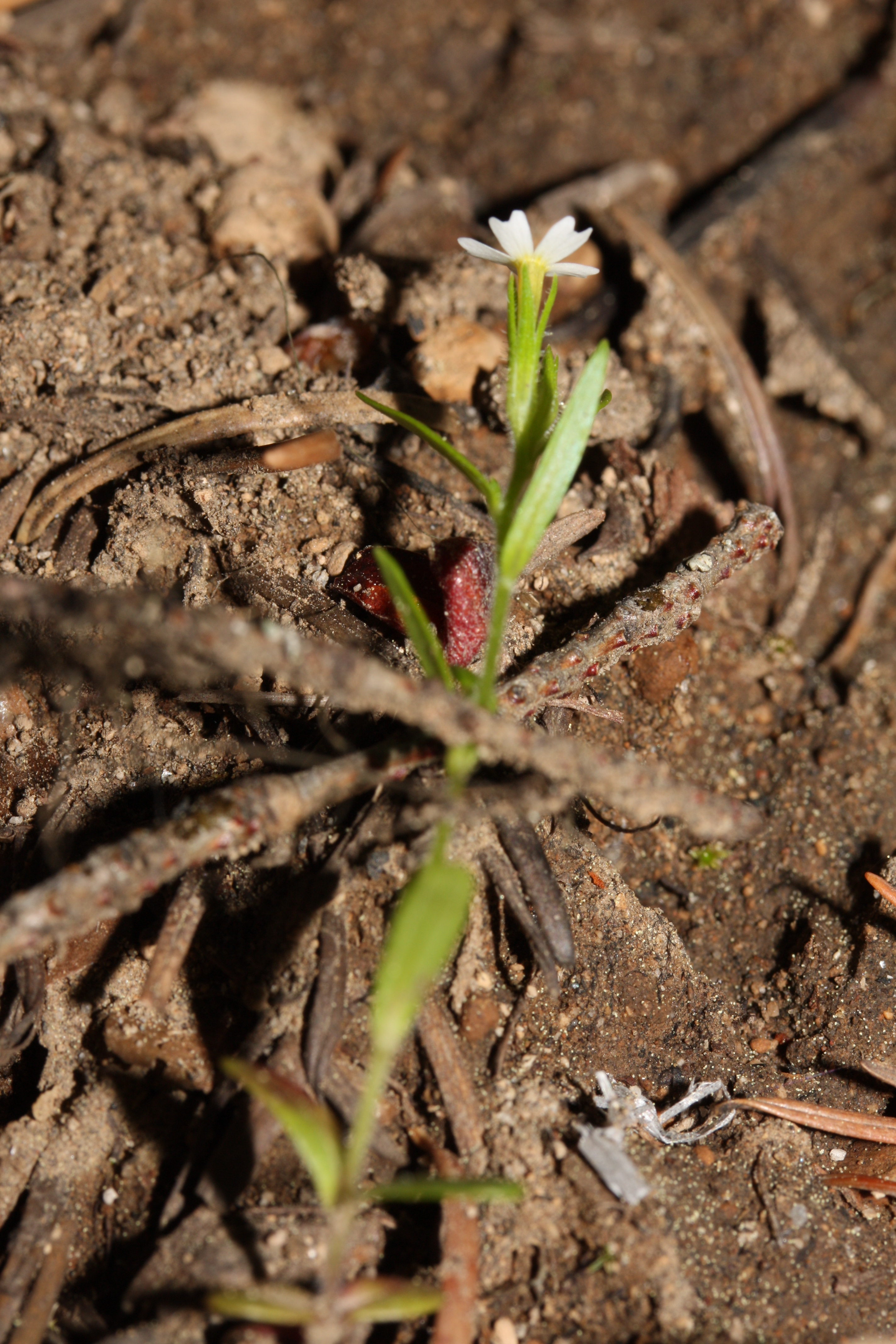
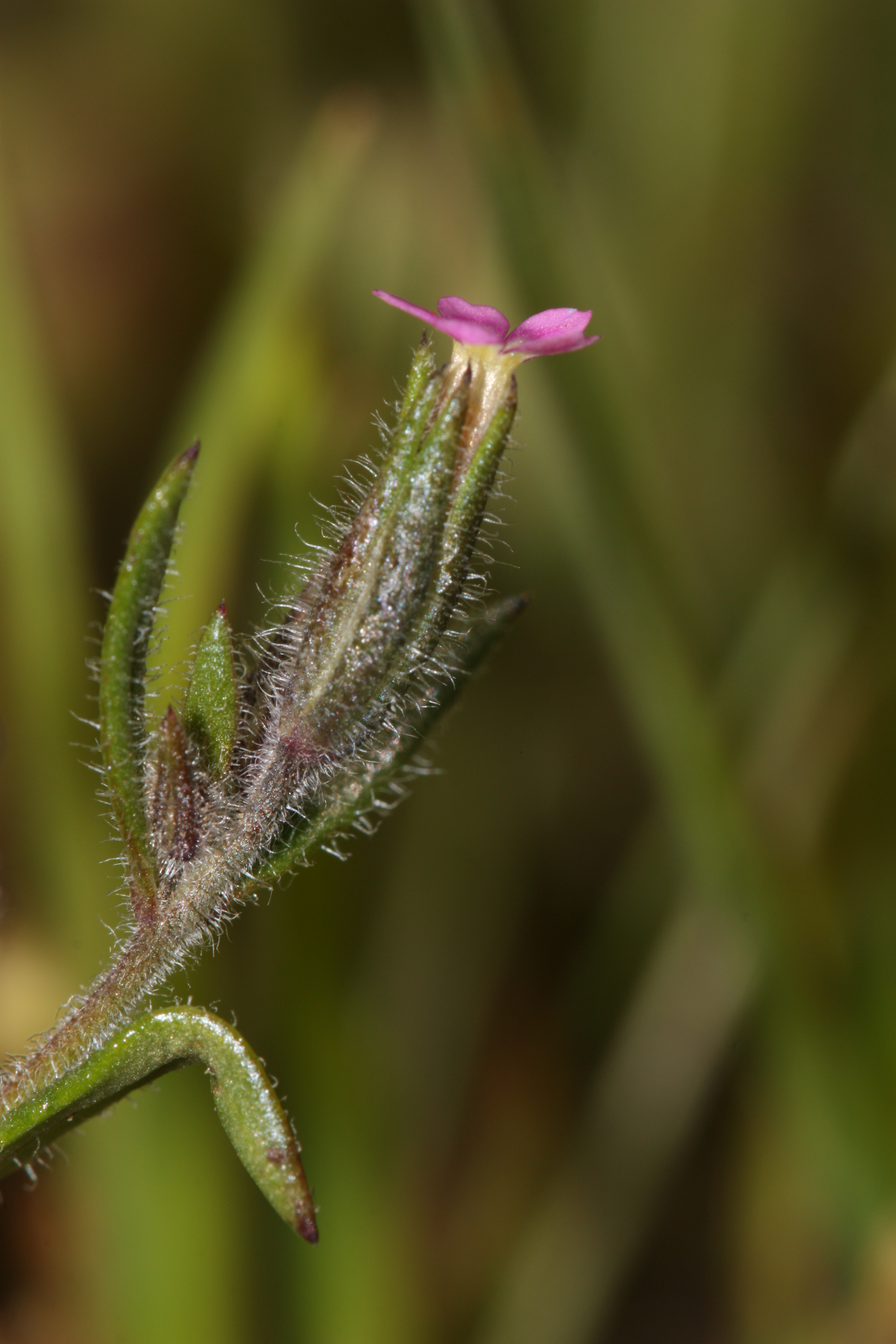